# Bell AH-1 Cobra
Bell AH-1 Cobra je americký dvoumístný jednomotorový bitevní vrtulník určený k přímé podpoře pozemních jednotek a k ničení živé síly a bojové techniky nepřítele. První prototyp vzlétl 7. září 1965, do výzbroje armády se stroj dostal roku 1967. Ještě téhož roku byl vrtulník poprvé bojově nasazen, a to ve vietnamské válce. Účastnil se různých bojových operací, z nichž poslední byly akce v Iráku a v Afghánistánu.

## Verze vrtulníku

### Experimentální verze

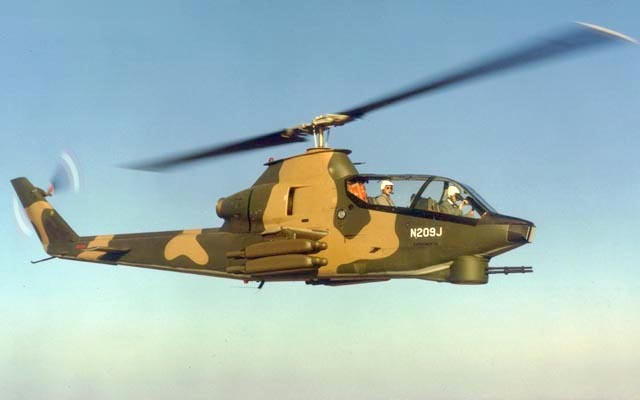
Prototyp Bell 209 v letu se zataženým podvozkem

Bell 209 HueyCobra
První prototyp s motorem Lycoming T53-L-9 a se zatažitelnými podvozkovými ližinami.
Bell 309 KingCobra
Modernizovaná AH-1G vzniklá v roce 1971, se zesílenou konstrukcí, přestavěnou přídí trupu a svislou ocasní plochou, a modifikovaným rotorem a převodovými systémy pohonné soustavy. Další změny zahrnovaly modernizaci avioniky, nový systém inerciální navigace, a výzbroj 20mm kanónem M197 a schopnost nesení až 16 protitankových řízených střel BGM-71 TOW. Vznikly dva exempláře, jeden poháněný motorem Lycoming T55 a druhý Pratt & Whitney Canada PT6T. Typ se stal základem varianty AH-1J pro USMC a východiskem modernizací armádních AH-1G.
JAH-1G
AH-1G užívané pro zkoušky nové avioniky a výzbroje, například střel AGM-114 Hellfire.
AH-1(4B)W Viper
Prototyp s čtyřlistým rotorem přestavěný z AH-1T.

### Verze pro US Army

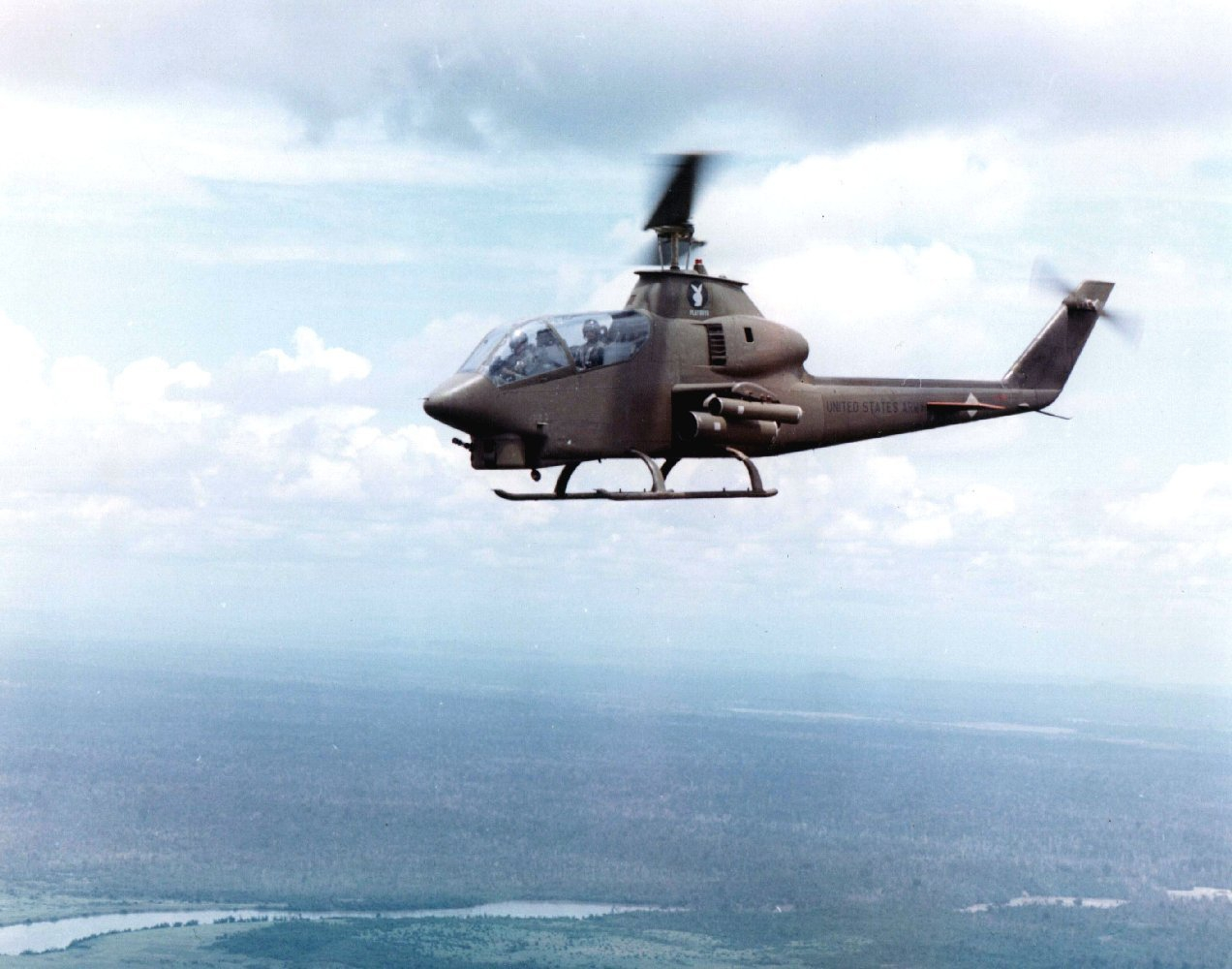
AH-1G nad Vietnamem

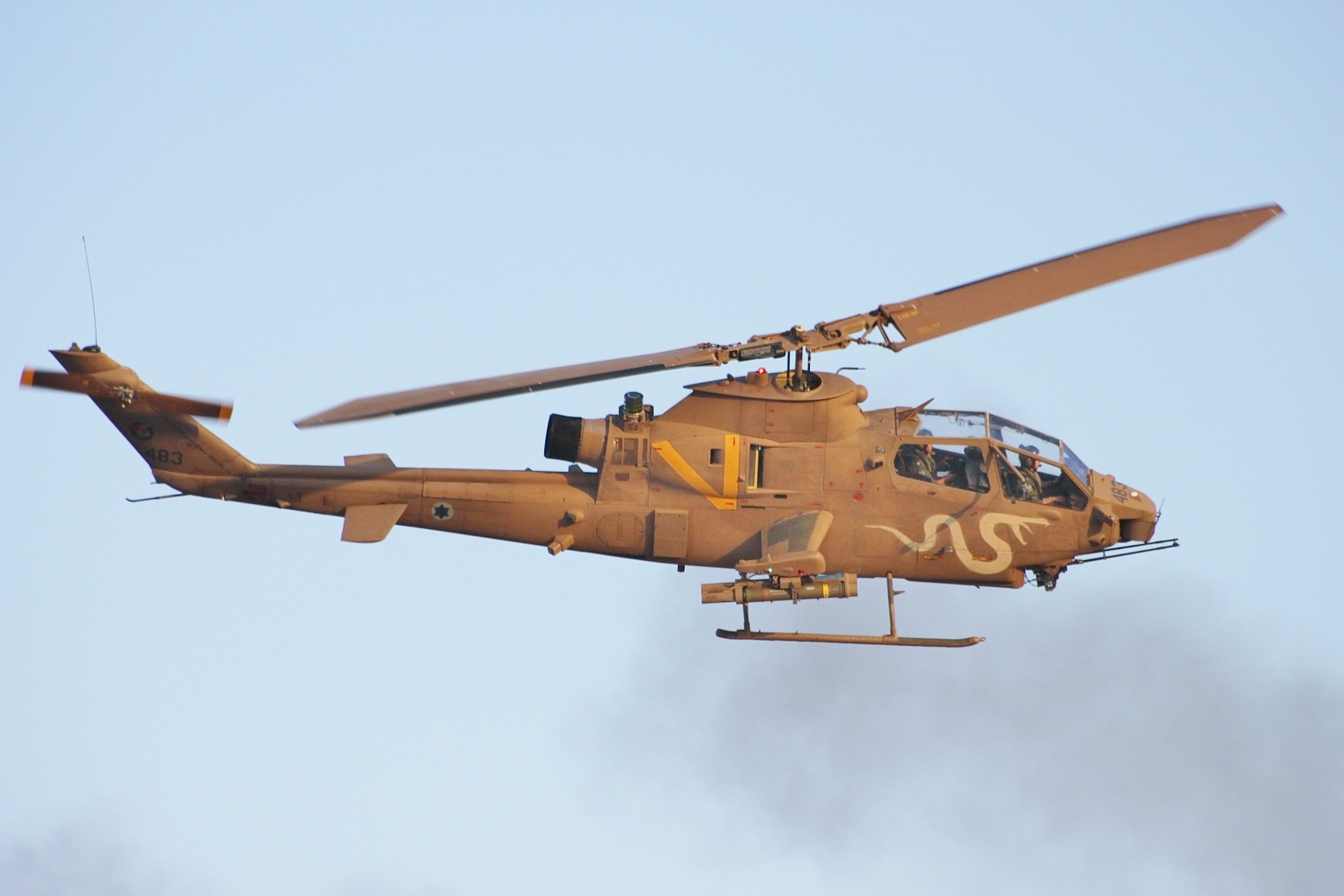
Izraelská AH-1F Cobra

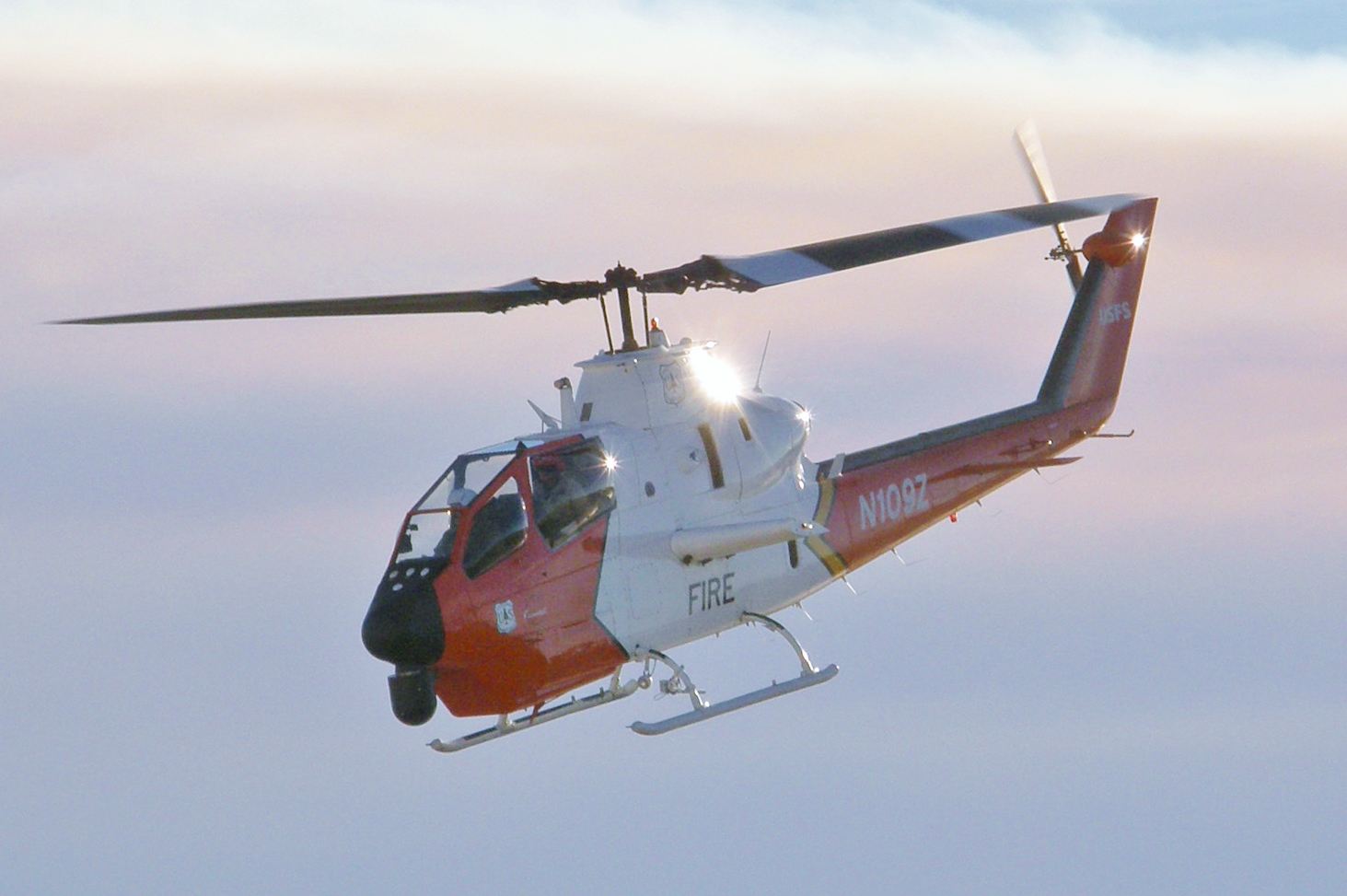
USFS Bell 209 v roce 2007

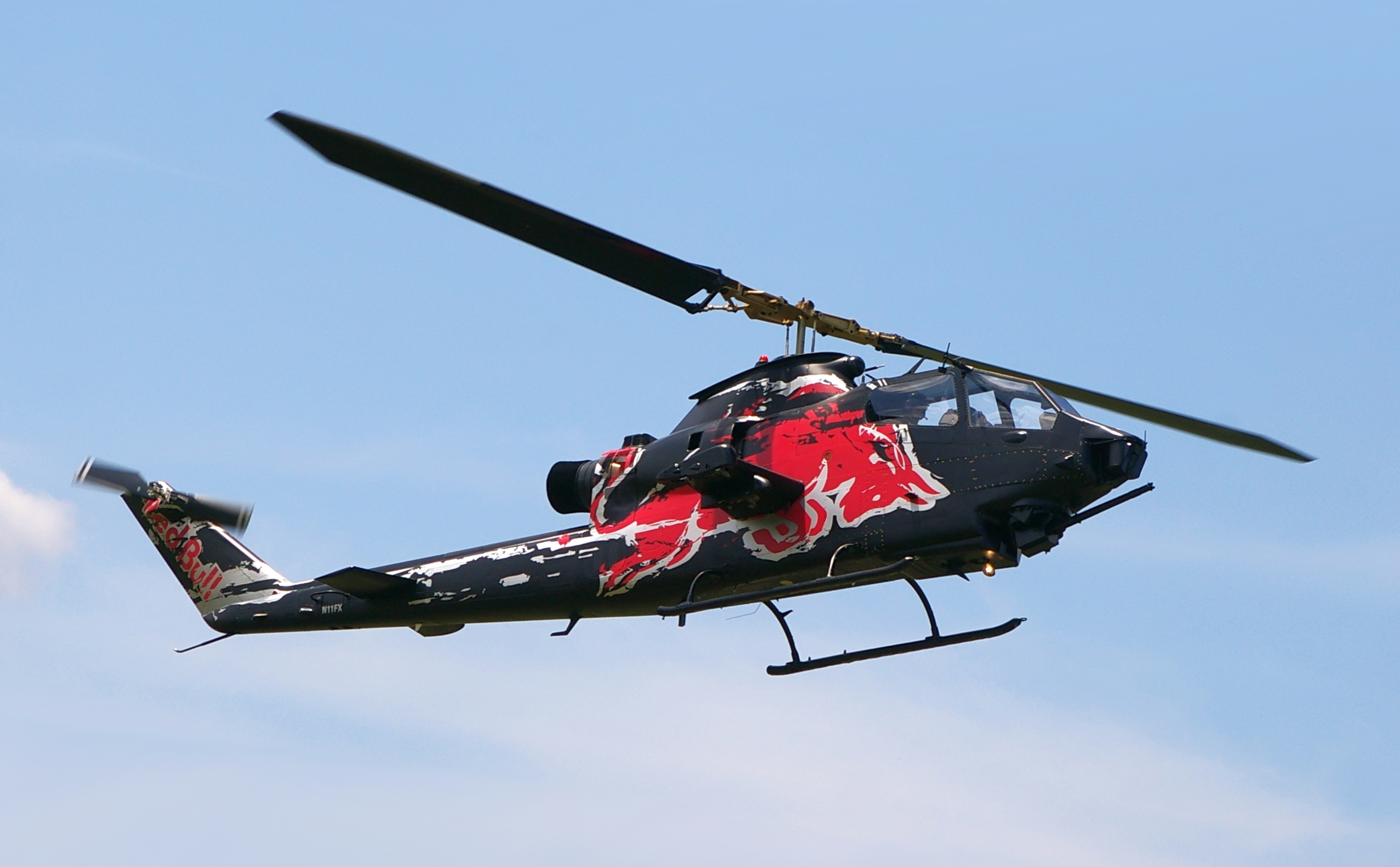
Red Bull (Flying Bulls) TAH-1F na letišti Tempelhof

AH-1G
Původní výrobní varianta poháněná motorem T53-L-13, s výzbrojí příďovou střeleckou věží TAT-141 umožňující instalaci dvou 7,62mm rotačních kulometů GAU-2B/A Minigun nebo 40mm automatických granátometů XM75, případně jejich kombinace. Další možnosti výzbroje zahrnovaly kontejnery XM-18 s kulomety Minigun a raketnice pro 70mm neřízené střely FFAR (až 76 kusů ve čtyřech raketnicích XM-159) na závěsnících pod pahýlovitými křídly.
TAH-1G
Několik exemplářů AH-1G přestavěných na cvičné stroje s dvojím řízením.
AH-1P
AH-1G modernizovaná v 70. letech 20. století, s motorem T53-L703, novým překrytem kokpitu, modernizovanými prostředky pasivní elektronické ochrany a novou avionikou, včetně radarového výškoměru.
AH-1Q
AH-1G modernizovaná v 70. letech na účelovou protitankovou verzi se schopností nést PTŘS BGM-71 TOW.
AH-1R
Dva prototypy založené na AH-1Q s výkonnějším motorem T53-L703.
AH-1S
AH-1Q s motorem T53-L703 a novým nosným rotorem z kompozitů.
TH-1S
Cvičná varianta pro národní gardu, modifikovaná v 26 kusech.
TAH-1S
AH-1S s upraveným přístrojovým vybavením, určené pro výcvik osádek vrtulníků Hughes AH-64 Apache.
AH-1E
AH-1S s modernizovanými systémy řízení palby a výzbrojí zahrnující 20mm rotační kanón M197 (tříhlavňová zbraň odvozená z šestihlavňového M61 Vulcan). V letech 1978-1979 vzniklo 98 kusů a další modernizacemi starších variant. Do roku 1986 tato varianta nesla označení AH-1S(ECAS).
AH-1F
AH-1S s novým systémem řízení palby, průhledovým displejem Kaiser, dopplerovským navigačním systémem a prostředky snížení vyzařování v infračerveném spektru. V letech 1979-1981 vzniklo 151 kusů. Do roku 1987 varianta nesla označení AH-1S(MC).
TAH-1F
Cvičná verze AH-1F vzniklá v 41 kusech.

### Verze pro USMC

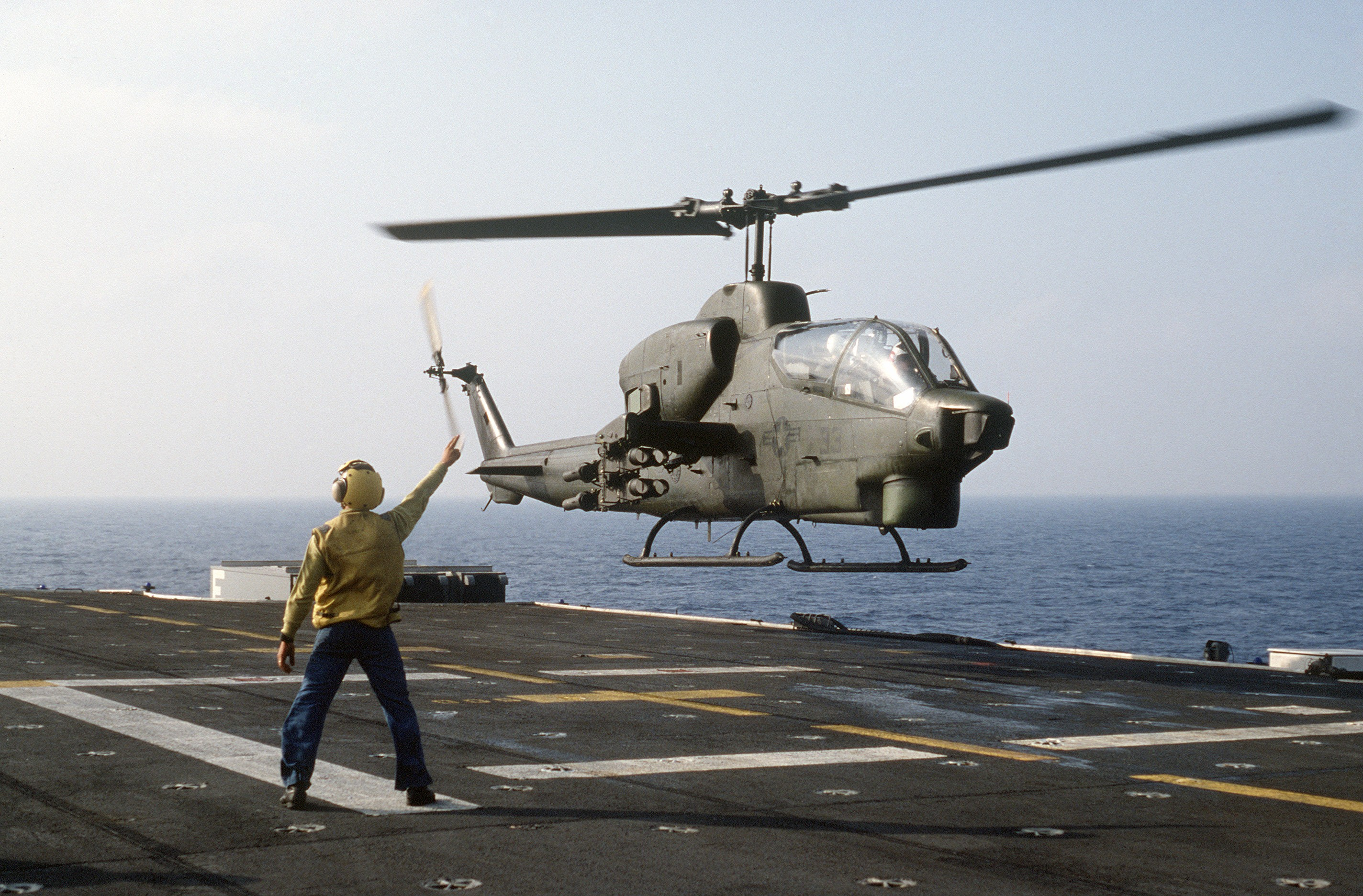
AH-1T Sea Cobra při startu z paluby výsadkové lodi USS Iwo Jima

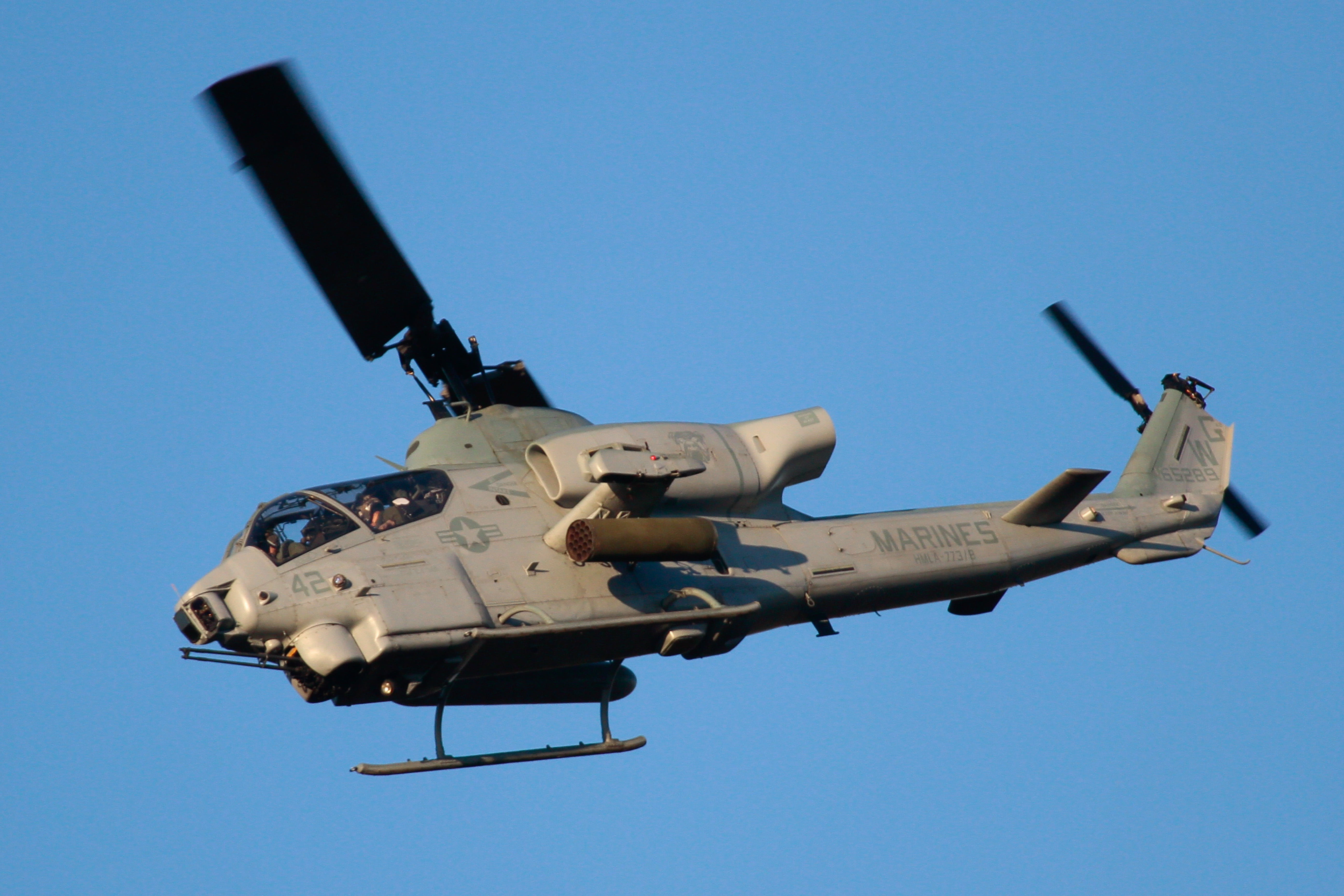
AH-1W SuperCobra při cvičení

AH-1J SeaCobra
Verze s navalizovanou avionikou, poháněná zdvojeným motorem T400-CP-400, s výzbrojí 20mm rotačním kanónem M197, brzdou nosného rotoru a širšími listy ocasního rotoru. Část strojů mohla nést protitankové řízené střely BGM-71 TOW. V letech 1969-1975 vyrobeno 69 kusů.
AH-1T SeaCobra
Verze s prodlouženým trupem, pohonnou jednotkou T400-WV-402, novým převodovým systémem a ocasním rotorem z modelu 214 a upravenými ocasními plochami. Část strojů mohla nést PTŘS TOW, na tento standard byla začátkem 80. let 20. století modernizována celá série. Vyrobeno 55 kusů.
AH-1T+
Verze se dvěma motory General Electric T700 a převodovým systémem z Bell 214ST, modifikovanou hlavicí nosného rotoru, modernizovanou avionikou zahrnující průhledový displej Kaiser kompatibilní s noktovizorem; možností výzbroje protitankovými střelami AGM-114 Hellfire nebo BGM-71 TOW, protivzdušnými AIM-9 Sidewinder a protiradiolokačními AGM-122 Sidearm.
AH-1W SuperCobra
Označení pro sériové provedení AH-1T+. V letech 1987-1991 vzniklo 74 kusů z novovýroby a další repasemi z AH-1T.
TAH-1W
Jeden exemplář AH-1W s dvojím řízením.
AH-1Z Viper
Verze se čtyřlistým rotorem a motory T700-GE-401C shodnými s UH-1Y, dále modernizovanou avionikou a novým systémem řízení palby zahrnující přilbový zaměřovač. Rozpětí křídel bylo mírně zvětšeno a byl přidán další závěsný bod na jejích koncích, kde mohou být neseny buď řízené střely vzduch-vzduch pro vlastní ochranu anebo střelecký radar Longbow. Původně měla být produkována repasemi z AH-1W, ale v roce 2000 bylo rozhodnuto o výrobě nových exemplářů.

### Exportní verze
AH-1J International
Verze založená na AH-1J vyvinutá pro vývoz do Íránu, kam bylo před rokem 1979 dodáno 202 kusů. Část strojů mohla nést PTŘS TOW. Od AH-1J SeaCobra se varianta lišila větším průměrem nosného rotoru a výkonnějším motorem T400-WV-402.
Z.14 HueyCobra
Označení exportních AH-1G pro Španělské námořnictvo. Stroje byly vyzbrojeny 20mm kanónem.

## Uživatelé
- Bahrajn, Írán, Izrael, Japonsko, Jižní Korea, Jordánsko, Pákistán, Španělsko, Čínská republika, Thajsko, Turecko, USA

## Specifikace (AH-1G Cobra)

### Technické údaje
- Posádka: 2, pilot a střelec
- Délka: 16,2 m s oběma točícími se rotory
- Výška: 4,12 m
- Průměr nosného rotoru: 13,4 m
- Prázdná hmotnost: 2630 kg
- Maximální vzletová hmotnost: 4310 kg
- Pohonná jednotka: 1 × turbohřídelový motor Lycoming T53-L-13 o výkonu 820 kW

### Výkony
- Maximální rychlost: 277 km/h km/h
- Dolet: 574 km
- Dostup: 3475 m
- Počáteční stoupavost: 6,25 m/s

### Výzbroj
- 2 × vícehlavňový Minigun ráže 7,62 mm nebo 2 × granátomet M129 ráže 40 mm
- 70mm rakety FFAR - 7 raket v odpalovacím zařízení M158 nebo 19 raket v zařízení M200
- závěs M18 na Minigun ráže 7,62 mm nebo zbraňový systém XM35 s kanonem XM195 ráže 20 mm